# 관악기

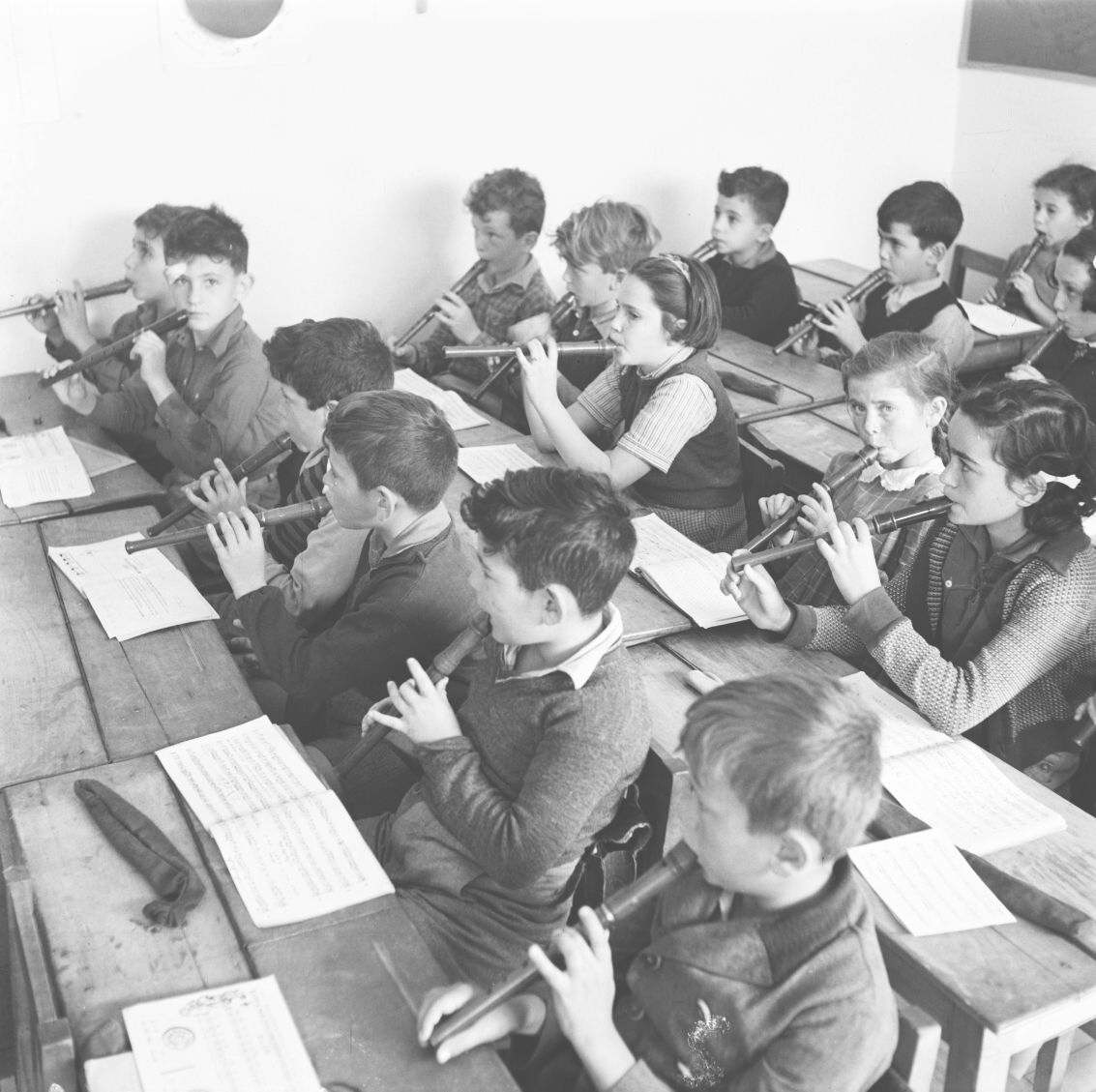
관악기

관악기(管樂器, Wind instrument)는 관에 입으로 공기를 불어넣어서 소리를 내는 악기를 말한다.
관악기의 음높이는 주어진 관의 길이에 따라, 그리고 연주자가 공기 진동을 조절하여 정해진다. 관악기로 서로 다른 음높이를 내는 데에는 다음과 같은 방법이 있다.
- 관에 뚫린 구멍을 열고 닫아 공기 기둥이 진동하는 길이를 조정한다. 구멍은 손가락으로 직접 막거나 건(key)를 눌러서 막거나 연다. 이는 목관 악기가 주로 쓰는 방법이다.
- 밸브를 써서 공기의 흐름을 우회시킨다. 이렇게 하면 관의 길이가 연장되어 음높이가 낮아진다. 금관 악기가 주로 쓰는 방법이다.
- 슬라이드로 관의 길이를 조절한다. 이는 트롬본이 쓰는 방법이다.
- 같은 관의 길이에서 배음을 낸다.

## 개요
소리를 내는 원리는 길다란 파이프 속의 기주(氣柱)에 정상파를 일으키는 데 있다. 이들 악기는 파이프의 양단이 외기에 통하고 있는 양단개구(兩端開口)의 꼴이다. 개구단(開口端)에서 공기분자는 진동하기가 쉽기 때문에 정상파 중에서 배(腹)의 부분을 맡는다. 정확히 말하면 내경(內徑) d의 파이프에 대해 배의 위치는 관단(管端)에서 약 0.3d 떨어진 곳에 있다.
진동수는 입술을 여닫는 정도에 따라서 입술의 진동수를 바꾸고 이것을 기주에 공명시켜서 제5배음 높이까지 소리를 낼 수 있다. 원음이 포함되어 있다고는 하지만, 6개의 음계만으로는 기껏해서 신호나팔 정도의 구실밖에 못 한다. 그래서 트롬본에는 파이프 중간에 U자형 슬라이드를 장치함으로써 관의 길이를 바꾸도록 되어 있고 코넷이나 프렌치 호른은 밸브를 눌러 그 장소의 분지관(分枝管)의 길이만큼 길게 하여 상기 6음 사이의 음정을 메워서 음계를 완성하고 있다. 플루트와 클라리넷은 흔히 목관악기로 불리는 유공관(有孔管)악기다.
플루트는 한국의 횡적(橫笛)·퉁소(洞簫)와 마찬가지로 피리의 주둥이, 이른바 마우스피스(mouth piece)에 세찬 바람을 불어 넣어 거기에 발생하는 공기 소용돌이의 진동으로 말미암아 기주에 정상파를 일으킨다. 손가락으로 막았던 소리 구멍을 열면 그 자리가 한쪽 개구단이 되고 주동이는 다른 한쪽의 개구단이 된다. 따라서 손가락을 여닫는 데 따라서 음계가 생긴다. 그리고 같은 손가락의 위치라고 해도 원진동과 제1배진동과는 1옥타브 음정의 차이가 나타난다.
그러나 실제로는 퉁소와 같은 관악기는 소리구멍에 대해 배의 위치를 엄밀히 지정한다는 것은 어려운 일이다. 클라리넷이나 색소폰 등은 주둥이에 혀(reed)를 끼워서 이것을 떨리게 함으로써 기주에 정상파를 발생시키고 있다. 이와 같은 진동을 적극적으로 이용한 것이 하모니카나 리드－오르간이다. 리드에는 보통 등(藤)이나 대나무가 쓰인다.

## 분류
관악기는 크게 목관 악기와 금관 악기로 분류한다. 역사적으로 유럽에서 목관 악기는 나무로, 금관 악기는 금속으로 만들어 왔기 때문에 붙은 이름이지만, 오늘날엔 목관 악기인 플루트와 색소폰은 금속으로, 금관 악기인 코르넷은 나무로 만드는 등 재료에 따른 구분은 없어졌다.
금관 악기는 입술을 진동시켜 소리를 내고 목관 악기는 리드를 진동시켜 또는 숨을 불어넣어 소리를 낸다. 금관 악기에서는 같은 관 길이로 여러 종류의 배음을 만들 수 있어서 3개의 밸브만을 쓰지만, 목관 악기는 보통 바로 윗 배음(개방관의 경우 제2배음, 폐쇄관의 경우 제3배음)까지 오버블로할 수 있을 뿐이며 나머지 음정은 관에 뚫린 구멍과 건을 써서 조절한다.

## 같이 보기
- 공기울림악기